# Jair Bolsonaro
Jair Messias Bolsonaro (Glicério, São Paulo, 21. ožujka 1955.), brazilski je političar i pričuvni časnik brazilske vojske, te bivši 38. brazilski predsjednik. Članom je Socijalno liberalne stranke (PSL), a sebe smatra desno orijentiranim konzervativcem.

## Životopis
Jair Messias Bolsonaro rođen je u Glicériou, São Paulo 1955. godine u katoličkoj obitelji talijanskih i njemačkih korijena.  Dvije godine nakon otpusta iz vojske Bolsonaro se u činu satnika pridružio vojnoj rezervi te istovremeno kao član Kršćansko-demokratske stranke uspješno kandidirao za gradskog vijećnika Rio de Janeira. Dvije godine kasnije, 1990., ulazi u Kongres, u kojem se učestalo suprotstavlja lijevo orijentiranim strankama.

## Politička stajališta
Bolsonarova se politička stajališta u medijima opisuju kao nacionalistička i populistička, no većina njegovih podržavatelja pripada tradicionalno desno orijentiranom krugu birača. Njegovo biračko tijelo uglavnom čini srednja radnička klasa, konzervativci, studenti, dio centrista i pripadnici civilnog društva bliskog Katoličkoj Crkvi, ali i ostalim kršćanskim zajednicama poznatima po protivljenju pobačaju, eutanaziji i istospolnim brakovima.
Prema nekim anketama, glavninu političke podrške Bolsonaro uživa u jugoistočnim, središnjim, zapadnim i južnim regijama Brazila. Većinu njegovih birača čine muškarci, i to bijelci, a prema predizbornoj anketi iz 2018. godine Bolsonaro je imao 27 posto podrške ženskog biračkog tijela.
Bolsonaro se protivi pobačaju, također se protivi političkom establishmentu te podržava nošenje i posjedovanje oružja.

## Privatni život
Bolsonaro iza sebe ima dva propala braka i petero djece. Trenutno je u trećem braku sa svojom suprugom Michelle Bolsonaro s kojom ima kćer Lauru. Iako je Bolsonaro katolik, njegova je žena baptistkinja. Michelle se vrlo rijetko pojavljuje u javnosti i mediji ju opisuju kao povučenu osobu posvećenu obiteljskom životu. Bolsonarova je supruga vrlo aktivna u radu baptističke zajednice gdje radi s gluhonijemim osobama.
Iz braka s prvom suprugom, Rogérijom Nantes Braga, Bolsonaro ima trojicu sinova, a iz braka s Anom Cristinom Valle ima sina Renana.

## Vanjske poveznice
- (port.) Službene međumrežne stranice brazilskoga predsjednika